# Kodjovi Obilalé
Kodjovi Dodji Obilalé (ur. 8 października 1984 w Lomé), wzrost: 186 cm, waga: 81 kg, piłkarz, gra na pozycji bramkarza.

## Życiorys
Obilalé karierę rozpoczął w Étoile Filante de Lomé. Następnie był piłkarzem francuskiego CS Quéven, a od 2008 roku gra w GSI Pontivy.
Obilalé to piłkarz, który jedyny spośród zawodników uczestników Mistrzostw Świata 2006 grał w lidze togijskiej. Do kadry powołanej przez Otto Pfistera załapał się z powodu kontuzji Safiou Salifou. Obilalé na Mistrzostwach był jedynie trzecim bramkarzem. 
Podczas zamachu terrorystycznego na autobus wiozący reprezentację Togo, został postrzelony w plecy. Lekarze postanowili zostawić w jego ciele część kuli bowiem gdyby ją usunęli, jego stan mógłby się pogorszyć.